# Izabela Kowalińska
Izabela Kowalińska (née Żebrowska le 23 février 1985 à Świdnik) est une joueuse de volley-ball polonaise. Elle mesure 1,89 m et joue au poste d'attaquante. Elle totalise 64 sélections en équipe de Pologne.

## Clubs
| Club                 | De        | À         |
| -------------------- | --------- | --------- |
| AZS UMCS TPS Lublin  |           | 1999-2000 |
| SMS PZPS Sosnowiec   | 2000-2001 | 2002-2003 |
| AZS AWF Poznań       | 2003-2004 | 2004-2005 |
| SSK Calisia Kalisz   | 2006-2007 | 2007-2008 |
| AZS Białystok        | 2008-2009 | 2008-2009 |
| Muszynianka Muszyna  | 2009-2010 | 2009-2010 |
| MKS Dąbrowa Górnicza | 2010-2011 | 2011-2012 |
| PSPS Chemik Police   | 2012-2013 | 2015-2016 |
| ŁKS Łódź             | 2016-2017 | …         |

## Palmarès

### Équipe nationale
- Championnat d'Europe des moins de 18 ans
  - Finaliste : 2001.
- Championnat d'Europe des moins de 20 ans
  - Vainqueur : 2002.

### Clubs
- Championnat de Pologne
  - Vainqueur : 2007, 2014, 2015, 2016, 2019.
  - Finaliste : 2010, 2018.
- Coupe de Pologne
  - Vainqueur : 2007, 2012, 2014, 2016.
  - Finaliste : 2015, 2018.
- Supercoupe de Pologne
  - Vainqueur : 2007, 2009, 2014, 2015.
  - Finaliste : 2019.